# Vulgus (album)
Vulgus è un album degli Almamegretta.

## Tracce
1. Vulgus
2. High and Dry (ft. Julie Higgins)
3. Guarda Annanz’ (ft. Raiz)
4. Just Say Who (ft. Horace Andy)
5. Mo Basta
6. Primmavera Nova (testo di Peppe Lanzetta)
7. Che ‘a Fa’ (ft. Julie Higgins add. Vocals)
8. E Da Piccolo Fanciullo Incominciai (ft. Piero Brega)
9. Bum Bum (ft. Peppe Lanzetta)
10. What Have You Done?
11. Pompei Day
12. Black Wave
13. Shangri La (ft. Napo)
14. Just Say Who (Gaudi Rootikal RMX)